# Помпеу, Селио
Се́лио Анто́нио Помпе́у Пинье́йро Ма́ртинс (порт.-браз. Célio Antônio Pompeu Pinheiro Martins) род. 10 декабря 1999, Форталеза) — бразильский футболист, полузащитник клуба «Сент-Луис Сити».

## Клубная карьера
Помпеу — воспитанник клубов «Сеара», «Ботафого» и «Форталеза». Затем Селио переехал в США, где играл за юношескую команду «Седар Старс Раш», а затем выступал за команду Университета Содружества Виргинии. В 2022 году Помпеу стал игроком «Сент-Луис Сити», где начал выступать за дублирующий состав. 26 февраля 2023 года в матче против «Остина» он дебютировал в MLS. 30 апреля в поединке против «Портленд Тимберс» Селио забил свой первый гол за «Сент-Луис Сити».